# Червеобразные ящерицы
Червеобра́зные я́щерицы (лат. Dibamidae) — семейство безногих пресмыкающихся, выделяемое в собственный подотряд Dibamia, который противопоставляют всем остальным чешуйчатым. Ведут роющий образ жизни в лесах Индомалайской зоны, один вид известен с восточного побережья Мексики.

## Строение
Небольшие безногие ящерицы длиной от 5 до 20 см. Тело покрыто мелкой гладкой чешуёй без остеодерм, которая ярко переливается на свету и создаёт внешнее сходство с дождевыми червями.
Кости черепа срастаются неподвижно, теменное отверстие отсутствует. Глаза рудиментарные, скрыты кожей. Наружное слуховое отверстие отсутствует. Челюстные зубы немногочисленные, направлены назад. Крыловидные кости зубов не несут.
Передние конечности и плечевой пояс полностью утрачены, но сохраняются кости тазового пояса. У самцов вблизи анального отверстия также имеются лопастевидные придатки — рудименты задних конечностей. Хвост тупо закруглённый, ломкий (подвержен автотомии).

## Размножение и образ жизни
Предположительно все представители семейства яйцекладующие. Данные по биологии размножения имеются только для некоторых видов рода дибамусов, которые откладывают яйца по одному, вероятно, делая несколько последовательных кладок. Скорлупа не кожистая, а известковая, как у гекконов, быстро затвердевает.
Обитатели верхних слоёв лесной подстилки, где обычно укрываются в норах или естественных углублениях. Приурочены к влажным условиям и рыхлой почве, в сухой сезон укрываются в тенистых местах, под камнями и поваленными деревьями. Мексиканские червеобразные ящерицы, несколько более устойчивые к сухости, могут населять сухие леса и заросли кустарника. Питаются насекомыми.

## Классификация
26 известных видов рассматривают в составе 2 родов:
- Anelytropsis Cope, 1885 — мексиканские червеобразные ящерицы
  - Anelytropsis papillosus Cope, 1885 — мексиканская червеобразная ящерица
- Dibamus — дибамусы, или слепые сцинки, или азиатские червеобразные змеи[7]
  - Dibamus alfredi Taylor[англ.], 1962 — дибамус Альфреда
  - Dibanus bogadeki Darevsky, 1992
  - Dibanus booliati Das[нем.] & Yaakob, 2003
  - Dibamus bourreti Angel[англ.], 1935 — дибамус Бурре
  - Dibamus celebensis Schlegel, 1858 — сулавесский дибамус
  - Dibamus dalaiensis Neang et al., 2011
  - Dibamus deharvengi Ineich, 1999
  - Dibamus dezwaani Das & Lim, 2005
  - Dibamus floweri Quah, Anuar, Grismer & Grassby-Lewis, 2017
  - Dibamus greeri Darevsky, 1992 — дибамус Грира
  - Dibamus ingeri Das & Lim, 2003
  - Dibamus kondaoensis Honda, Ota, Hikida & Darevsky, 2001
  - Dibamus leucurus Bleeker, 1860 — филиппинский дибамус[комм. 1]
  - Dibamus manadotuaensis Koppetsch, Böhme & Koch, 2019
  - Dibamus montanus Smith[англ.], 1921 — горный дибамус
  - Dibamus nicobaricum (Steindachner, 1867)
  - Dibamus novaeguineae Duméril & Bibron, 1839 — новогвинейский дибамус
  - Dibamus seramensis Greer[нем.], 1985 — серамский дибамус
  - Dibamus smithi Greer[нем.], 1985
  - Dibamus somsaki Honda et al., 1997
  - Dibamus taylori Greer[нем.], 1985 — дибамус Тейлора
  - Dibamus tebal Das[нем.] & Lim, 2009
  - Dibamus tiomanensis Diaz et al., 2004
  - Dibamus tropcentr Kliukin, Nguyen, Bragin & Poyarkov, 2023 — ниньтхуанская червеобразная ящерица
  - Dibamus vorisi Das[нем.] & Lim, 2003

## Комментарии
1. ↑  Также использовалось название «никобарский дибамус», однако привязка экземпляров этого вида к Никобарским островам оказалась ошибочной.